# Černošice
Černošice település Csehországban, Nyugat-prágai járásban. Černošice Prága, Dobřichovice, Všenory, Vonoklasy, Kosoř, Třebotov és Jíloviště településekkel határos. Lakosainak száma 7675 fő (2024. január 1.).

## Népesség
A település lakosságának változását az alábbi diagram mutatja:
| Lakosok száma | 616  | 599  | 1430 | 4188 | 4537 | 4631 | 6983 | 7170 | 7329 | 7675 |
|               | 1869 | 1890 | 1921 | 1950 | 1980 | 2001 | 2017 | 2019 | 2022 | 2024 |